# Wiebe Draijer (politicus)
Wiebe Draijer (Haarlem, 17 juni 1924 – Leiderdorp, 15 november 2007) was een Nederlands hoogleraar en politicus. Hij was van 1983 tot 1985 rector magnificus van de Technische Hogeschool Twente. Van 1971 tot 1974 was Draijer namens D66 lid van de Eerste Kamer der Staten-Generaal.

## Loopbaan
Draijer studeerde werktuigbouwkunde aan de Technische Hogeschool Delft. Na zijn afstuderen in 1953 was hij directeur van een ingenieursbureau voor stromingstechniek. In 1963 trad hij als hoogleraar Warmte- en Stromingsleer in dienst van de Technische Hogeschool Twente.
Draijer was inmiddels lid geworden van D66 en werd in april 1971 minister van Milieubeheer in het zogenaamde alternatieve Schaduwkabinet-Den Uyl, samengesteld in de aanloop naar de Tweede Kamerverkiezingen 1971. In mei 1971 werd Draijer lid van de Eerste Kamer. In de senaat hield hij zich bezig met ontwikkelingssamenwerking, Koninkrijkszaken, onderwijs en wetenschappen. Hij was de voorzitter van de vaste commissie voor Ontwikkelingssamenwerking. In 1974 nam Draijer afscheid van de landelijke politiek.
Draijer had een brede interesse in kunst en maakte vele jaren deel uit van de Enschedese kunstacademie AKI. Veel van zijn vrije tijd besteedde hij aan de zeilsport. Hij ontwierp een aantal zeiljachten, zowel voor eigen gebruik als voor derden, zulks met zoveel succes dat hij opgenomen is in de International Encyclopedia of Yacht Design. Tot zijn ontwerpen voor eigen gebruik behoorden "Capricorne", een 31' stalen jacht waarmee hij aan wilde tonen dat een stalen jacht sterk en toch licht kon zijn, dit jacht was gebouwd van slechts 2 mm dikke plaat, en een, kleiner, polyester jacht met zijn eigen naam, de 19' lange "Draijer". Voor de Drienerlose Zeilvereniging Euros ontwierp hij de E22, een zeewaardige spitsgatter van 6,5 m. Naast het ontwerpen was Draijer ook "hands on" betrokken bij de uitvoering van zijn ontwerpen.
Op 1 september 1982 werd hij rector magnificus aan de Technische Hogeschool Twente. In 1985 ging hij met pensioen. Draijer overleed in 2007 op 83-jarige leeftijd.

## Privé
Draijer was gehuwd en had vijf kinderen. Hij was de vader van Wiebe Draijer (1965), die in 2012 tot voorzitter van de Sociaal-Economische Raad (SER) werd benoemd en daarna bestuursvoorzitter werd bij de Rabobank.

## Publicaties
- Kruispeiling (inaugurele rede, 1964)

- Biografisch Portaal: 84736549
- Digitale Bibliotheek voor de Nederlandse Letteren: drai003
- International Standard Name Identifier: 0000 0003 8983 0598
- Nederlandse Thesaurus van Auteursnamen: 071635262
- Parlement.com: vg09llikxhsv
- Virtual International Authority File: 283339090
- WorldCat: E39PBJmp946ydDGw488pCJb68C